# Гориця (Дуга Реса)
45°26′ пн. ш. 15°29′ сх. д. / 45.43° пн. ш. 15.48° сх. д.
Гориця (хорв. Gorica) — населений пункт у Хорватії, у Карловацькій жупанії у складі міста Дуга Реса.

## Населення
Населення за даними перепису 2011 року становило 62 осіб.
Динаміка чисельності населення поселення: